# Tarjánpuszta, Győr-Moson-Sopron
Tarjánpuszta  este un sat în districtul Pannonhalm, județul Győr-Moson-Sopron, Ungaria, având o populație de 393 de locuitori (2011). 

## Demografie
Componența etnică a satului Tarjánpuszta
     Maghiari (100%)
Componența confesională a satului Tarjánpuszta
     Romano-catolici (78,63%)
     Reformați (2,8%)
     Fără religie (1,78%)
     Necunoscută (16,79%)
Conform recensământului din 2011, satul Tarjánpuszta avea 393 de locuitori. Din punct de vedere etnic, majoritatea locuitorilor (100,0%) erau maghiari.  Din punct de vedere confesional, majoritatea locuitorilor (78,63%) erau romano-catolici, existând și minorități de reformați (2,8%) și persoane fără religie (1,78%). Pentru 16,79% din locuitori nu este cunoscută apartenența confesională.